# Дханкхар, Джагдип
Джагдип Дханкхар (хинди जगदीप धनखड़; род. 18 мая 1951, Китхана, Джхунджхуну, Раджастхан, Индия) — индийский политик и юрист, губернатор штата Западная Бенгалия в 2019—2022 годах, вице-президент Индии в 2022—2025 годах.

## Биография

### Детство и образование
Джагдип Дханкхар родился 18 мая 1951 года на территории небольшой деревни Китхана в округе Джхунджхуну штата Раджастхан. Его родители принадлежали к этнической группе джат. Дханкхар закончил своё школьное образование в школе Сайник в Читторгархе. Своё начальное и среднее образование он получил в государственной школе Китхана и государственной школе Гардхана. Затем Дханкхар получил степени бакалавра наук и бакалавра права в Раджастханском университете в городе Джайпур.
В 1979 году Джагдип Дханкхар женился на докторе Судеш Дханкхар, от которой у него впоследствии появилась дочь Камна.

### Карьера юриста
В 1979 году Дханкхар поступил в Совет адвокатов Раджастхана в качестве адвоката. Затем, в 1990 году он был назначен старшим адвокатом (юрисконсультом) Высшим судебным судом Раджастхана и был высокопоставленным старшим адвокатом до избрания на пост губернатора Западной Бенгалии 30 июля 2019 года.
С 1990 года Джагдип Дханкхар практиковался в основном в области конституционного права в качестве старшего юрисконсульта (адвоката) в Верховном суде Индии. Он выступал на территории разных апелляционных судов Индии. Помимо этого, Дханкхар — бывший президент Ассоциации адвокатов Высшего суда Раджастхана.
В 2016 году Джагдип Дханкхар фигурировал в споре на реке Сатледж, выступая от имени штата Харьяна в Верховном суде Индии.

### Политическая карьера
В прошлом Дханкхар был членом таких партий как Джаната дал и Индийский национальный конгресс. Он был членом парламента Джаната дал, который представлял избирательный округ Джхунджхуну в девятом созыве Лок сабхи в 1989—1991 годах.
В 1991 году Джагдип Дханкхар вступил в Индийский национальный конгресс. Он был участником парламентских выборов в Индии 1991 года от избирательного округа Аджмер, однако проиграл на них. Помимо этого, Дханкхар был избран членом Законодательного собрания Раджастхана в Кишангархе и являлся им в 1993—1998 годах.
Также Джагдип Дханкхар участвовал в парламентских выборах Индии 1998 года от избирательного округа Джхунджхуну, на которых он занял третье место.
В 2003 году Дханкхар присоединился к Бхаратия джаната парти. Он был членом комитета Бхаратия джаната парти по избирательной кампании в ассамблею 2008 года. В 2016 году Дханкхар возглавил департамент законодательства и правовых вопросов Бхаратия джаната парти.

### Губернатор Западной Бенгалии (2019—2022)

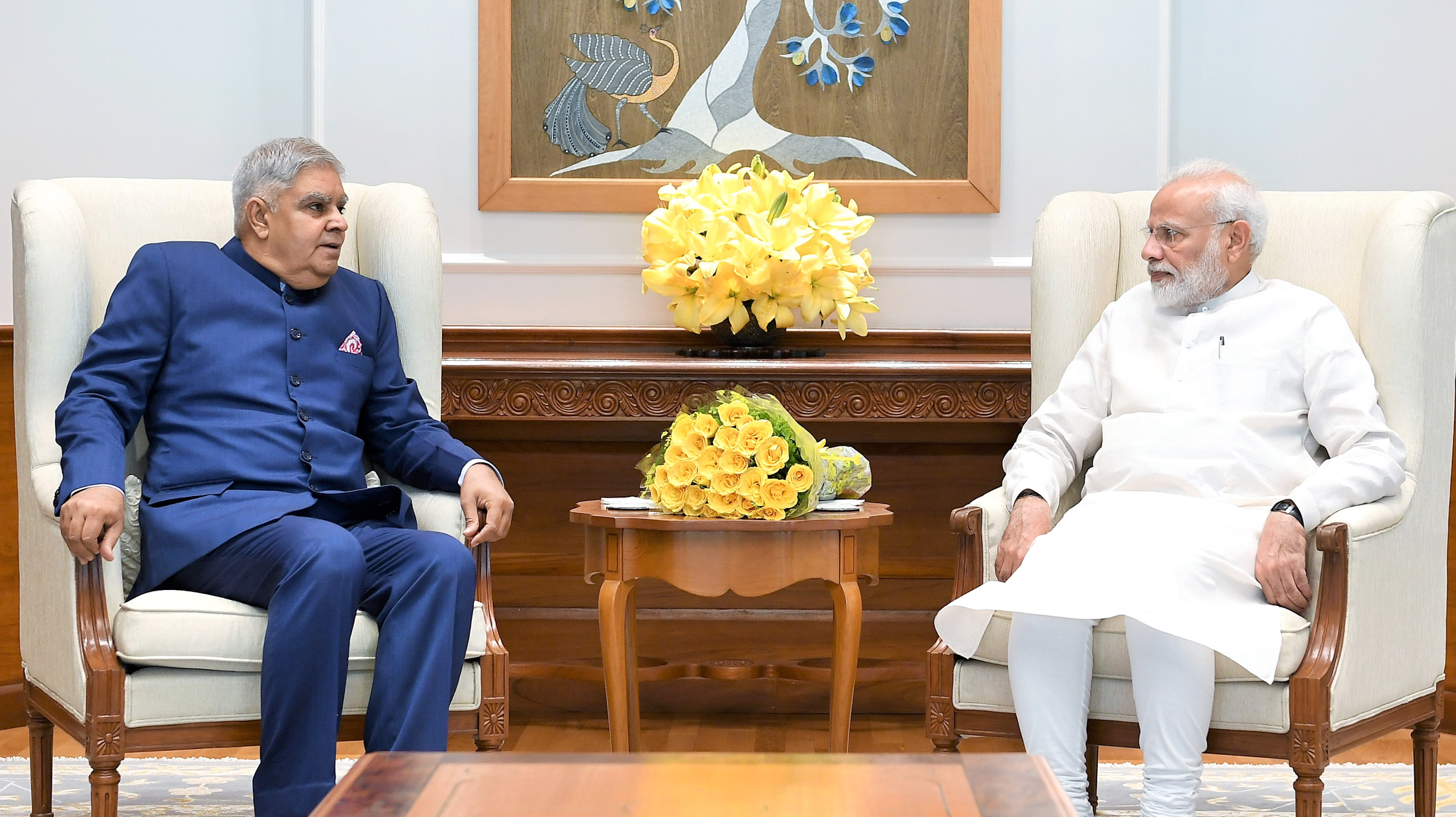
Джагдип Дханкхар (слева) и премьер-министр Индии Нарендра Моди (справа)

20 июля 2019 года тогдашний Президент Индии Рам Натх Ковинд назначил Джагдипа Дханкхара губернатором штата Западная Бенгалия через Второе правительство Нарендры Моди. Главный судья Высшего суда Калькутты — Тоттатил Бхаскаран Радхакришнан привёл его к присяге 30 июля 2019 года в Радж Бхаване, Калькутта.
После того, как Дханкхар стал губернатором Западной Бенгалии, у него были частые публичные столкновения с правительством штата и с главным министром штата Маматой Банерджи на протяжении всего его пребывания в должности. Джагдип Дханкхар был ярым критиком Третьего правительства Банерджи, из-за чего он часто использовал Twitter и СМИ для нападок на правительство Западной Бенгалии по политическим вопросам. В ответ правящая партия Всеиндийский Тринамул конгресс назвала его «настоящим лидером оппозиции». В январе 2022 года СМИ Банерджи заблокировали Джагдипа Дханкхара и обвинили его в ежедневном упоминании Маматы Банерджи в своих твитах и неэтичных и оскорбительных высказываниях.
13 июля 2022 года Дханкхар встретился с Банерджи и главным министром Ассама Химантой Бисвой Шармой. Позже, 15 июля 2022 года Джагдип Дханкхар посетил Дели и встретился с министром внутренних дел Индии Амитом Шахом. 17 июля 2022 года Джагдип Дханкхар ушёл с поста губернатора Западной Бенгалии, так как был выдвинут кандидатом в вице-президенты Индии от Национально-демократического альянса.

### Вице-президент Индии (2022—2025)

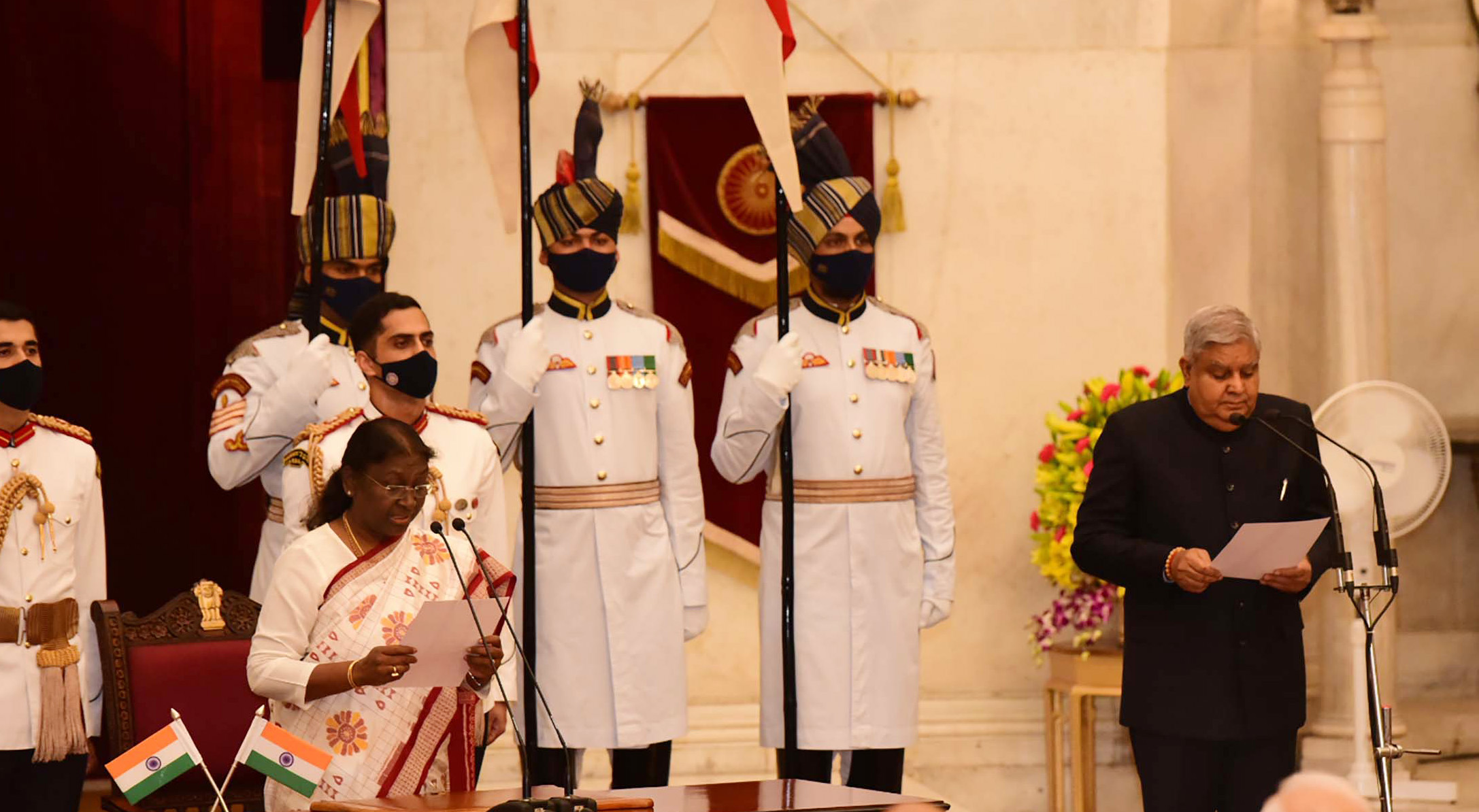
Драупади Мурму приводит к присяге Джагдипа Дханкхара в качестве 14-го вице-президента Индии

16 июля 2022 года Бхаратия джаната парти выдвинула Джагдипа Дханкхара кандидатом в вице-президенты Индии от Национально-демократического альянса на выборах 2022 года, которые должны были состояться в следующем месяце. Бхаратия джаната парти «спроецировала» Дханкхара как «кисана путру» (сына фермера). На выборах он боролся против кандидата от Объединённой оппозиции Маргарет Алвы — бывшего профсоюзного министра и губернатора от Индийского национального конгресса. 18 июля 2022 года Дханкхар подал документы о выдвижении своей кандидатуры на выборах вице-президента. Его сопровождали премьер-министр Индии Нарендра Моди и несколько других профсоюзных министров и политиков Бхаратия джаната парти.
Выборы были проведены 6 августа, в тот же вечер был подсчёт голосов. Джагдип Дханкхар одержал победу, получив 528 голосов из 725 голосов, которые дали депутаты нижней и верхней палат (Раджья сабхи и Лок сабхи). Всеиндийский Тринамул конгресс воздержался от выборов, но всё же два члена партии проголосовали.
Дханкхар победил на выборах 2022 года, набрав 74,37 % голосов и получив самый высокий отрыв по результатам опросов с выборов 1992 года.
Джагдип Дханкхар вступил в должность вице-президента Индии 11 августа 2022 года, сменив на посту Венкаю Найду после принесения присяги Президентом Индии Драупади Мурму в центральном банкетном зале Раштрапати-Бхаван.
21 июля 2025 года подал в отставку по состоянию здоровья.